# 高射第4師団 (日本軍)
高射第4師団（こうしゃだいよんしだん）は、大日本帝国陸軍の師団の一つ。西部高射砲集団を改編して創設された。

## 沿革
1945年5月、主として北九州地区を主とする政治、軍事、軍需の中枢を防衛するため編成された。
沖縄戦中はアメリカ軍の九州への空襲が頻繁となり、その防空戦闘に従事。5月に師団主力が都城付近に移動し第57軍の指揮下に入り、第57軍高射砲隊（長：師団長）を編成し、南九州の飛行場、軍事施設等の防空を実施するとともに野戦防空を準備した。
師団主力南進後、第4高射砲隊司令部は第16方面軍指揮下に入り、北九州地区の防空任務に従事した。
8月、第16方面軍の直轄となり北九州へ移動。方面軍高射砲隊全般を統括することとなり、高射部隊の教育訓練、装備に関する指導監督を担うこととなった。しかし、師団司令部が移動中、福岡県筑紫村において終戦を迎えた。1945年9月27日に復員。

## 師団概要

### 歴代師団長
- 伊藤範治 中将：1945年（昭和20年）5月5日 - 終戦[1]

### 参謀長
- 寺尾征太露 中佐：1945年（昭和20年）5月5日 - 終戦[2]

### 司令部構成
- 参謀長：寺尾征太露中佐
  - 参謀：稲永一衛中佐
  - 参謀：榎本健二郎少佐
- 高級副官：前原雪一少佐

### 所属部隊
- 第4高射砲隊司令部（小倉）：平向九十九少将
  - 高射砲第131連隊（八幡）：刈谷春次大佐
  - 高射砲第132連隊（小倉）：飯塚国松大佐
  - 高射砲第133連隊（福岡）：池辺栄弘中佐
  - 高射砲第134連隊（長崎）：力石静夫中佐
  - 高射砲第136連隊（都城）：篠浦信一中佐
  - 独立高射砲第21大隊（大牟田）：伊都荘二少佐
  - 独立高射砲第23大隊：清宮正雄少佐
  - 独立高射砲第24大隊：小川武夫少佐
  - 独立高射砲第43大隊：国友健次郎少佐
  - 野戦高射砲第98大隊：高瀬源治少佐
  - 機関砲第5大隊
  - 機関砲第21大隊：小林永知少佐
  - 独立照空第21大隊：菅吉雄大尉
  - 第21要地気球隊：藤井武雄大尉
  - 第1機関砲教育隊：近藤義夫少佐